# La chiave (film 1983)
La chiave è un film italiano del 1983 diretto da Tinto Brass.
Il film è basato sul romanzo omonimo dello scrittore giapponese Jun'ichirō Tanizaki.

## Trama
Venezia, durante il periodo fascista, un anziano professore inglese, direttore della Biennale d'Arte, e la giovane moglie Teresa, che gestisce una pensione nel cuore della città, sono alla ricerca del proprio "io" nel loro rapporto sessuale. Un giorno il marito lascia di proposito sul pavimento del suo studio la chiave che apre il cassetto in cui tiene nascosto il diario dove descrive le sue lussuriose fantasie.
Teresa, per caso, trova la chiave, apre il cassetto e si impossessa del diario: lo legge ed è a sua volta spinta a scriverne uno suo in cui confessa la sua passione amorosa e gli inganni che consuma insieme a Laszlo, giovane fidanzato ungherese della figlia Lisa. Tra i due coniugi si stabilisce un dialogo ambiguo e perverso tramite i rispettivi diari e un'intesa sessuale finalmente instaurata proprio grazie a tali reciproche confessioni. Durante l'ennesimo gioco sessuale cui la coppia ormai era solita abbandonarsi, il professore resta vittima d'un ictus che lo lascia quasi paralizzato.
La vicenda si conclude con la morte dello stesso provocata indirettamente dalla figlia che, consapevolmente, legge al padre, ormai in fin di vita, le pagine più scabrose del diario sui tradimenti di Teresa con il suo fidanzato Laszlo. Il funerale in gondola del professore avviene proprio mentre Mussolini, il 10 giugno 1940, annuncia a Roma dal balcone di Palazzo Venezia l'entrata in guerra dell'Italia.

## Casting
Stefania Sandrelli racconta che la prova dei costumi avvenne in un negozio di biancheria intima, Treppiedi a Roma. L'attrice si spogliò completamente e fece un défilé, nuda, per Brass e sua moglie.

## Distribuzione
Il film venne distribuito dalla Gaumont nelle sale cinematografiche italiane a partire dal 19 ottobre 1983.

## Accoglienza
La chiave è stato il maggior successo commerciale di Brass: in Italia la pellicola fu infatti il maggior incasso italiano e secondo in assoluto della stagione cinematografica 1983-1984, preceduto solamente da Flashdance.